# Левањска Варош
Левањска Варош је насељено место и седиште општине у средњој Славонији, Осјечко-барањска жупанија, Република Хрватска.

## Историја
До територијалне реорганизације у Хрватској налазила се у саставу бивше велике општине Ђаково.

## Становништво
На попису становништва 2011. године, општина Левањска Варош је имала 1.194 становника, од чега у самој Левањској Вароши 303.

## Попис 1991.
На попису становништва 1991. године, насељено место Левањска Варош је имало 344 становника, следећег националног састава:
| Попис 1991.‍  | Попис 1991.‍  | Попис 1991.‍ | Попис 1991.‍ | Попис 1991.‍ |
| ------------ | ------------ | ----------- | ----------- | ----------- |
|              |              |             |             |             |
| Хрвати       | Хрвати       |             | 331         | 96,22%      |
| Русини       | Русини       |             | 2           | 0,58%       |
| Југословени  | Југословени  |             | 1           | 0,29%       |
| Словенци     | Словенци     |             | 1           | 0,29%       |
| Срби         | Срби         |             | 1           | 0,29%       |
| неопредељени | неопредељени |             | 1           | 0,29%       |
| непознато    | непознато    |             | 7           | 2,03%       |
| укупно: 344  |              |             |             |             |

## Познате личности
- Мирко Баришић, председник ГНК Динамо Загреб